# عود الخير
عود الخير أو شرابة الراعي القطيم أشجار أو شجيرات مستديمة الخضرة أو سليبة واسعة الانتشار ، تتبع جنس ايلكس ( ilex ) ثمارها (الجميلة) شبه لبية مختلفة الألوان والأزهار وحيدة الجنس المذكرة على نبات والمؤنثة على آخر ، والنوع الأنجليزي ايلكس اكويفوليم ( I . aquifolium ) ذو أوراق لامعة مشوكة مستديمة الخضرة ، وثمار لبية أوبكا ( I . opca ) فقد يسمو إلى حوالي 15 مترا في جنوب الولايات المتحدة الأمريكية .